# Dominikia tonsa
Dominikia tonsa är en skalbaggsart som först beskrevs av Ludwig Imhoff 1843.  Dominikia tonsa ingår i släktet Dominikia och familjen kapuschongbaggar. Inga underarter finns listade i Catalogue of Life.